# Giacomo Capuzzi
Giacomo Capuzzi (ur. 14 sierpnia 1929 w Manerbio, zm. 26 grudnia 2021) – włoski duchowny rzymskokatolicki, w latach 1989-2005 biskup Lodi.

## Życiorys
Święcenia kapłańskie przyjął 29 czerwca 1952. 7 marca 1989 został mianowany biskupem Lodi. Sakrę biskupią otrzymał 30 kwietnia 1989. 14 listopada 2005 przeszedł na emeryturę.